# Pyloruskörtlar

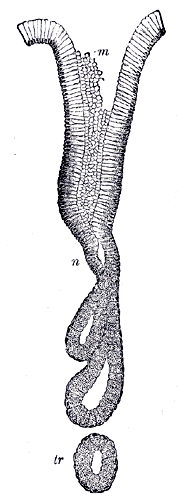
Pyloruskörtel, från magen.
m. Mun.
n. Nacke.
tr. Djupt ner i tubule snittat transversalt

Pyloruskörtlar återfinns i pylorusregionen av magsäcken.
Körtlarna består av två eller tre korta slutna tuber som öppnas upp i en gemensam gång eller mun. Tuberna är vågiga och har en ungefärlig längd av en tredjedel av gångens. 
Gången är beklädd med enskiktat cylinderepitel, kontinuerligt med epitelbeklädnaden av det mukösa membranet i magsäcken. Tuberna av kortare och mera kubiska celler är fint granulerade. 
Körtlarna innehåller mukösa celler, och G-celler som utsöndrar gastrin. 